# Nicky Hofs
Nicky Hofs est un ancien footballeur international néerlandais né le 17 mai 1983. Il évoluait au poste de milieu offensif.

## Palmarès

### En club
Feyenoord Rotterdam
- Coupe des Pays-Bas
  - Vainqueur (1) : 2008

### En sélection
Pays-Bas espoirs
- EURO Espoirs
  - Vainqueur (1) : 2006